# القاسم بن الفضل الثقفي
أبو عبد الله القاسم بن الفضل بن أحمد بن أحمد ابن محمود الثقفي الأصبهاني من رجال الحديث النبوي ورواتها، وكان رئيس أصبهان ومسندها.
ولد سنة 397 هـ الموافق 1006. أخذ العلم والحديث من أصبهان ونيسابور وبغداد والحجاز، وكان من أغني أهل عصره، كثير الإحسان إلى المشتغلين بالحديث وغيرهم. وصُرف في آخر عمره عن رياسة بلده، وصودر، فدفع مئة ألف دينار، ولم يبع في أدائها شيئا مما يملك. قال ابن قاضي شهبة: «كان صحيح السماع غير أنه يميل إلى التشيع على ما سمعت من جماعة من أهل أصبهان».

## مؤلفاته
- الأربعون حديثا.
- الفوائد العوالي.

## وفاته
توفي ابن الفضل الثقفي سنة 489 هـ الموافق 1096.